# Aurore Clément
  Aurore Clément    (Soissons, 12 d'octubre de 1945) és una actriu francesa.

## Trajectòria
Abans de ser actriu, Aurore Clément va fer de model i va ser portada de diverses revistes de moda com Vogue i Elle. Va ser en una portada de la revista Elle que Louis Malle la va conèixer i li va oferir, el 1974, el paper d'una jove jueva pianista a la pel·lícula Lacombe Lucien. Després d'aquest notable debut, va treballar amb Chantal Akerman (des de Les Rendez-vous d'Anna el 1978 fins a Demain on déménage el 2003).

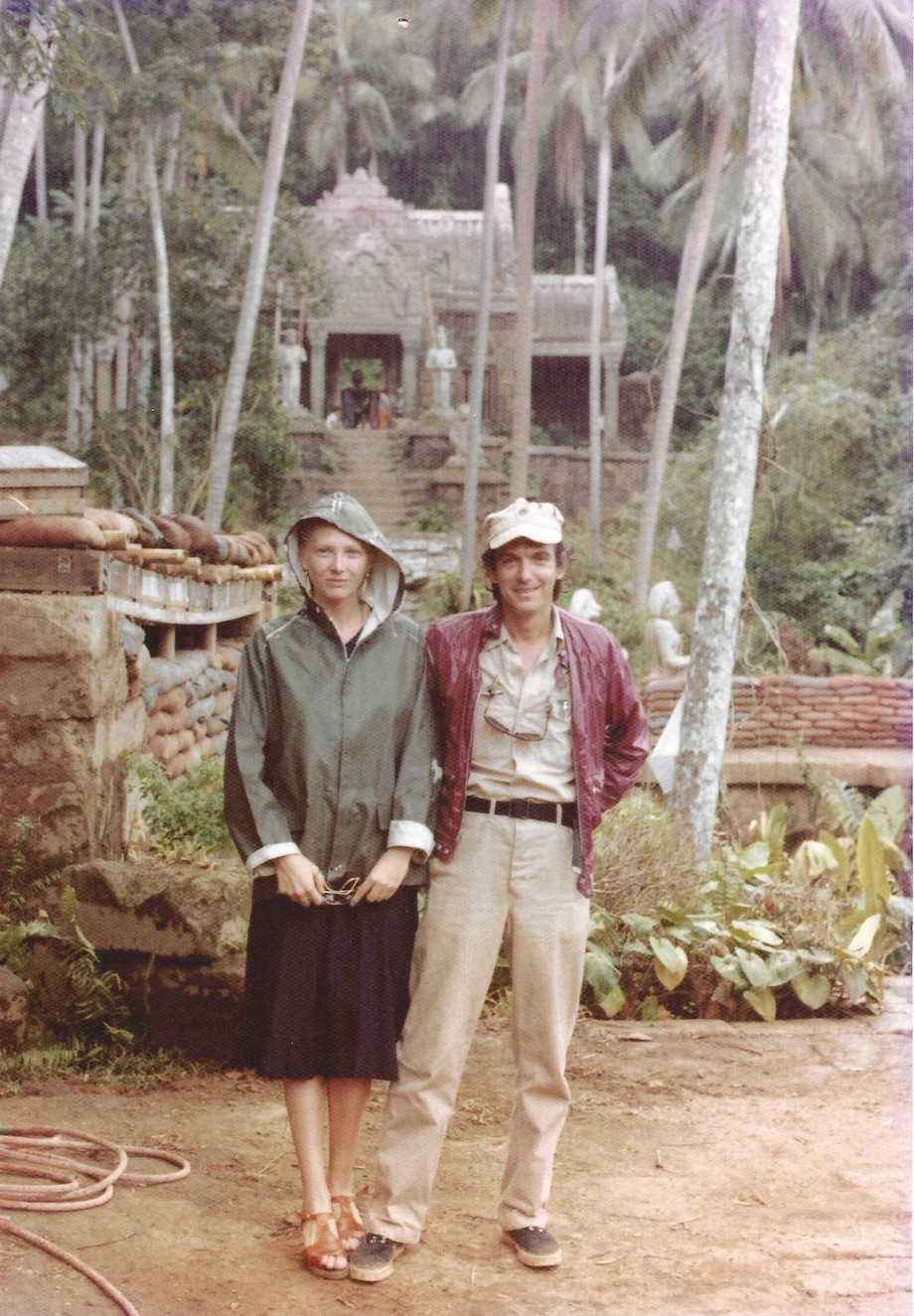
Clément i Dean Tavoularis durant el rodatge d'Apocalypse Now a Filipines

El 1976, Mario Monicelli li va demanar que protagonitzés la pel·lícula Caro Michele al costat de Delphine Seyrig. Després va participar en nombroses pel·lícules italianes amb directors com Elio Petri, Mauro Bolognini, Giuliano Montaldo i Dino Risi. El 1979 va interpretar el paper de Roxanne a Apocalypse Now, de Francis Ford Coppola, i durant el rodatge va conèixer el dissenyador de producció Dean Tavoularis, que esdevindria el seu marit.
Durant la dècada del 1980, va actuar a Paris, Texas de Wim Wenders, pel·lícula que va guanyar la Palma d'Or al Festival de Canes el 1984. Va treballar al teatre sota la direcció d'Isabelle Nanty a La gavina d'Anton Txékhov i després a Les Eaux et Forêts de Marguerite Duras, dirigida per Tatiana Vialle.
L'any 2000 va interpretar el paper de Prudence Duvernoy a l'obra La dama de les camèlies, dirigida per Alfredo Arias, paper pel qual va ser nominada als premis Molière en la categoria de millor actriu secundària. També ha participat en nombroses produccions per a la televisió francesa, sota la direcció, per exemple, de Nina Companeez, Pierre Cardinal, Jean Chapot i Jesús Franco.